# 西利瓦舒德肯皮耶鄉
46°47′00″N 24°18′00″E / 46.7833°N 24.3°E
西利瓦舒德肯皮耶鄉（羅馬尼亞語：Comuna Silivașu de Câmpie, Bistrița-Năsăud），是羅馬尼亞的鄉份，位於該國西北部，由比斯特里察-訥瑟烏德縣負責管轄，面積31平方公里，海拔高度378米，2007年人口1,173，人口密度每平方公里38人。